# Abby Singer (película)
Abby Singer es un cuento de humor negro que relata la vida de Curtis Clemins, quien debate entre el amor de su vida y cumplir su sueño. Originalmente lanzado en el 2003, hubo una versión diferente lanzada en el 2006 y un lanzamiento de DVD limitado en el 2007. La película tuvo algunas apariciones en festivales de cine en el 2003 y en 2006. La película cuenta también con varios cameos de famosos. 

## Trama
La película sigue a Curtis Clemins (Clint Palmer) y Kevin Prouse (Ryan Williams) mientras tienen que lidiar con las subidas y bajadas de la vida.

## Elenco
- Clint Palmer como Curtis Clemins.
- Ryan Williams como Kevin Prouse.
- Wendy Buss como Mabeline.
- Pat Donahue como Sr. Mooker
- Robin Ballard como Maxine Helms.
- Mark Wunder como Jake Mooker.
- Jay O. Sanders como Kevin's Father.
- Scott Hanks como Dr. Phelps

Cameos
- Brad Pitt
- Jennifer Aniston
- Jill Hennessy
- Don Cheadle
- Jake Gyllenhaal
- Stockard Channing
- Patricia Arquette
- Robin Tunney
- Roger Ebert
- Adam Carolla
- Dave Attell
- Lloyd Kaufman
- Mike Schank
- Mark Borchardt
- Jodie Foster

## Recepción
Abby Singer ganó los premios, Mejor Película y Mejor Película Independiente, en New Orleans Media Experience 2003. Luego, en 2005 la película ganó el premio Independent Spirit Award en el Festival de Cine MassBay. En 2006, Abby Singer ganó Mejor Película Cómica en el Festival de Cine Digital y Mejor Película Creativa en el Festival de Cine Seattle True Independent.